# Sophie & Magaly
 (mars 2020).
Si vous disposez d'ouvrages ou d'articles de référence ou si vous connaissez des sites web de qualité traitant du thème abordé ici, merci de compléter l'article en donnant les références utiles à sa vérifiabilité et en les liant à la section « Notes et références ».
Sophie & Magaly Gilles-Giovannoni sont des sœurs jumelles et chanteuses françaises originaires de Saint-Cloud mais nées à Neuilly-sur-Seine le 24 août 1962,. Elles représentent le Luxembourg au Concours Eurovision de la chanson 1980 avec le titre Papa Pingouin. Il se classe à la neuvième place et se vend à un million d'exemplaires.
Les jumelles sont également mannequins pour l'hebdomadaire des adolescents OK! Magazine. Leur second titre Arlequin ne marche pas et le producteur Ralph Siegel de la maison de disques Ariola ne reconduit pas leur contrat.
L'éditeur et producteur Charles Talar donne une seconde chance à Sophie & Magaly en les signant sur son label. Les chansons Toi et Les nanas de Zorro n'obtiennent pas de succès.
À la fin des années 1980, Magaly contracte le virus VIH et meurt le 2 avril 1996 à Toulon. Sophie s’est ensuite complètement retirée de la vie publique dans le sud de la France, mais elle témoigne le 17 juillet 2012 dans l'émission Toute une histoire sur France 2 sur la perte de sa sœur jumelle. Sophie est morte le 27 février 2019 à Hyères.

## Discographie
- 1980 : Sophie, Magaly
- 1980 : Arlequin
- 1980 : Papa Pingouin
- 1980 : Tous les enfants du monde
- 1981 : Les Nanas de Zorro
- 1981 : Poupée qui chante, poupée qui pleure
- 1981 : Toi
- 1981 : Tous les enfants chantent Noël